# Кетунеле
Кетунеле (рум. Cătunele) — село у повіті Горж в Румунії. Адміністративний центр комуни Кетунеле.
Село розташоване на відстані 256 км на захід від Бухареста, 34 км на південний захід від Тиргу-Жіу, 93 км на північний захід від Крайови.

## Населення
За даними перепису населення 2002 року у селі проживали 413 осіб, усі — румуни. Усі жителі села рідною мовою назвали румунську.